# Titanoboa
Titanoboa  je red vrlo velikih zmija koje su živjele u sadašnjoj La Guajiri u sjevernoistočnoj Kolumbiji. Mogle su narasti do 14,8 m i dostići težinu od 1135 kg. 
Fosili Titanoboa pronađeni su u formaciji Cerrejon, i datiraju prije otprilike 58 do 60 milijuna godina. Divovska zmija živjela je u srednjem i kasnom paleocensko razdoblju, razdoblje od 10 milijuna godina neposredno nakon događaja izumiranja iz krede i paleogena. 
Jedina poznata vrsta je Titanoboa cerrejonensis, najveća zmija ikada otkrivena,koja je zamijenila prethodnog rekordera, Gigantorhynchusa.
Titanoboa je bila na vrhu lanca ishrane. Hranila se svime što je naišlo pred nju uključujući krokodile, zmije i druge životinje.

## Tjelesna građa
Uspoređujući veličine i oblike svojih fosiliziranih kralješaka s onima postojećih zmija, znanstvenici su procijenili da su najveće jedinke T. cerrejonensis pronašle ukupnu dužinu oko 14,8 m i težile su oko 1135 kg. 

## Usporedba s dinosaurima i zmijama
Znanstvenici kažu da je titanoboa, nakon nestanka dinosaura, najmanje 10 milijuna godina bila najveći predator na Zemlji. Znanstvenicima je bilo važno pronaći ostatke lubanje kako bi mogli saznati čime se hranila i u kakvoj je vezi s današnjim vrstama zmija. Upravo zbog činjenice da je titanboa bila tako velika, kao i kosti njezine lubanje, ona je rijetka životinja čiji fosili postoje te su pronađeni ostaci triju lubanja na temelju čega je napravljena i rekonstrukcija.